# Turm der Arbeit

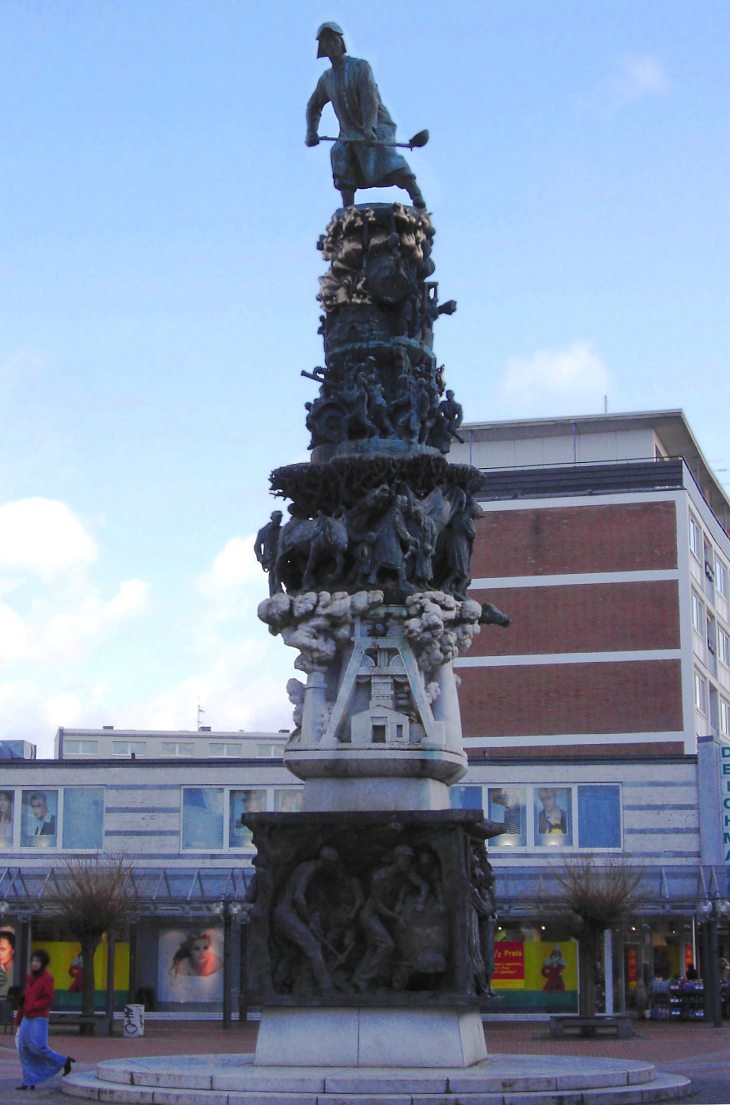
Aufnahme vom November 2006

Der Turm der Arbeit ist eine Skulptur, die auf einem Platz in der Fußgängerzone von Salzgitter-Lebenstedt aufgestellt ist. Sie wird auch als Stadtmonument bezeichnet. Die Skulptur wurde von Jürgen Weber in den Jahren 1989 bis 1995 geschaffen.

## Beschreibung

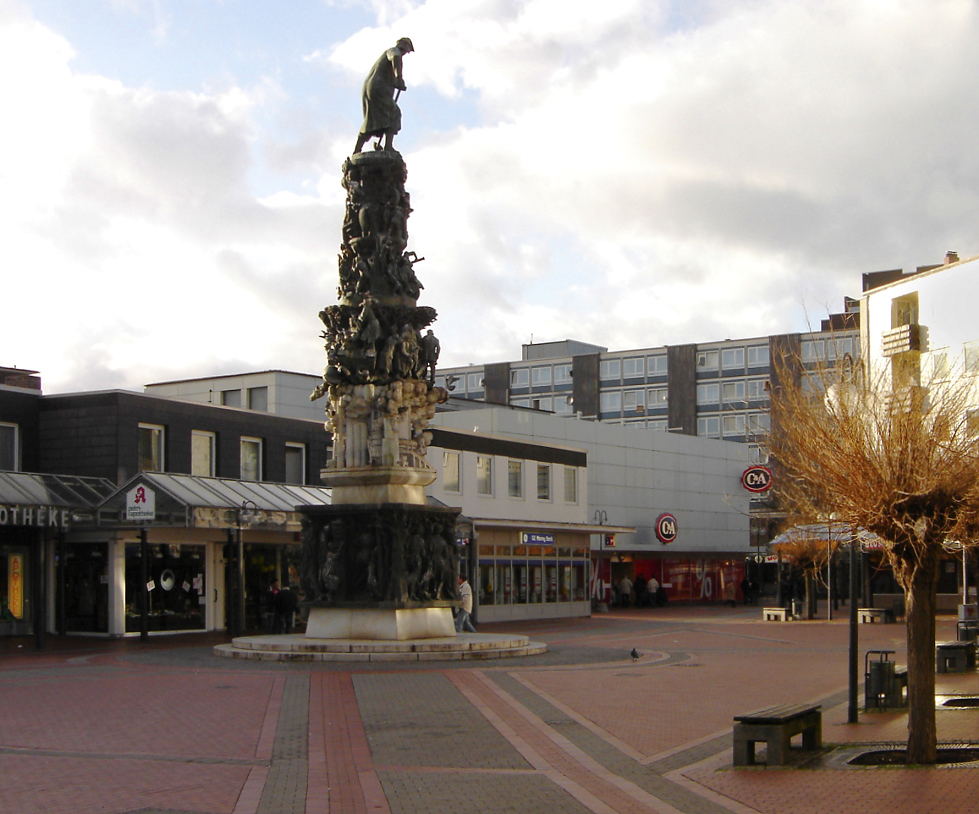
Turm der Arbeit

Die Skulptur ist 13,73 m hoch, 36,5 t schwer und das Fundament ist 1,2 m tief. Es gilt als das Wahrzeichen der Stadt Salzgitter. Die Skulptur bezeugt die spannungsreiche Vergangenheit der Stadt und erinnert an KZ-Zwangsarbeit, Flucht, Vertreibung und Demontage, aber auch an den Wiederaufbau sowie die Gründung einer neuen Stadt und eines neuen Wirtschaftsstandorts.
1985 wurde der Auftrag zur Errichtung des Monuments gegeben, 1992 feierte die Stadt Salzgitter ihr 50-jähriges Jubiläum und 1995 wurde das Monument nach zehnjähriger Entstehungszeit endlich übergeben. Das Denkmal wurde aus Marmor und Bronze angefertigt und die Kosten betrugen damals 1.130.000 DM. 
Der „Turm der Arbeit“ steht auf vier Reliefs, deren Themen als Basis für den Turm dienen. Das erste Relief befasst sich mit der „Arbeit unter Tage“. Das zweite Relief soll die „Eintreibung von Arbeitern“ zeigen. Das dritte Relief zeigt die „Sabotage“ und das vierte Relief hat die „Karitas“ zum Thema.
Den oberen Abschluss des Monuments bildet die Figur  des „Probennehmers“ oder „Gießers“.